# Bukov
Bukov (en allemand : Bukau) est une commune du district de Žďár nad Sázavou, dans la région de Vysočina, en République tchèque. Sa population s'élevait à 194 habitants en 2020.

## Géographie
Bukov se trouve à 9 km au sud-sud-ouest de Bystřice nad Pernštejnem, à 24 km au sud-est de Žďár nad Sázavou, à 47 km à l'est-nord-est de Jihlava à 146 km au sud-est de Prague.
La commune est limitée par Dolní Rožínka à l'ouest et au nord, par Milasín au nord-est, par Věžná à l'est, par Střítež au sud-est, par Moravecké Pavlovice au sud, et par Strážek au sud-ouest.

## Histoire
La première mention écrite de la localité date de 1297.

## Transports
Par la route, Budeč se trouve à 10 km de Bystřice nad Pernštejnem, à 28,5 km du centre de Žďár nad Sázavou, à 59 km de Jihlava et à 179 km de Prague.